# Нашуок (тауншип)
Нашуок (англ. Nashwauk) — тауншип в округе Айтаска, Миннесота, США. На 2010 год его население составило 1681 человек. Название тауншипа произошло от названия реки Нашуок на алгонкинских языках.

## География
По данным Бюро переписи населения США площадь тауншипа составляет 177,1 км², из которых 170,8 км² занимает суша, а 6,3 км² — вода (3,58 %).
Через тауншип проходит  дорога 65 штата Миннесота.

## Население
В 2010 году на территории тауншипа проживал 1681 человек (из них 50,0 % мужчин и 50,0 % женщин), насчитывалось 753 домашних хозяйства и 377 семей. На территории города была расположена 931 постройка со средней плотностью 5,3 построек на один квадратный километр суши. Расовый состав населения: белые — 96,4 %, коренных американцы — 1,0 %, две или более других рас — 2,4 %.
Население города по возрастному диапазону по данным переписи 2010 года распределилось следующим образом: 23,1 % — жители младше 21 года, 57,3 % — от 21 до 65 лет и 19,6 % — в возрасте 65 лет и старше. Средний возраст населения — 46,2 года. На каждые 100 женщин в Нашуоке приходилось 100,1 мужчин, при этом на 100 совершеннолетних женщин приходилось 101,8 мужчин сопоставимого возраста.
Из 753 домашних хозяйств 63,7 % представляли собой семьи: 50,1 % совместно проживающих супружеских пар (14,2 % с детьми младше 18 лет); 6,6 % — женщины, проживающие без мужей, 7,0 % — мужчины, проживающие без жён. 36,3 % не имели семьи. В среднем домашнее хозяйство ведут 2,23 человека, а средний размер семьи — 2,70 человека. В одиночестве проживали 31,3 % населения, 16,2 % составляли одинокие пожилые люди (старше 65 лет).
В 2014 году из 1455 человек старше 16 лет имели работу 772. Медианный доход на семью оценивался в 58 533 $, на домашнее хозяйство — в 47 708 $. Доход на душу населения — 25 023 $ в год.